# نيازي مصري (صوفي)
نيازي محمد سخيه مصري (9 آذار 1618، ملاطية - 16 آذار 1694، ليمني) كان متصوفًا وشاعرًا ووليًّا شفيعًا للنيازية أو المصرية وهي فرع من الطريقة الخلوتية من الدراويش.
وهو مؤلف العديد من القصائد الصوفية، كما أنه معروف بتعليقاته على القصائد الصوفية التركية السابقة، مثل قصائد يونس إمري التي لا تزال أعماله محفوظة في تركيا حتى اليوم.

## السيرة
الاسم الحقيقي لنيازي مصري هو محمد، وقد وُلد في 9 آذار 1618، في بلدة أسبوزي، التي تسمى الآن سوغانلي، في ملاطية. والده هو سوغانسيزاده علي جلبي النقشبندي، وكما يوحي اسمه، كان والده عضوًا في الطائفة النقشبندية ولذلك ولد نيازي مصري ونشأ في بيئة صوفية. نيازي ومصري هما اسمان مستعاران. اسمه المستعار مصري لأنه تلقى تعليمه في مصر. تلقى تعليمه في مدارس مختلفة، وطور معرفته بالتصوف في أماكن مختلفة. في عام 1655، حصل على الخلافة من شيخ الحلفيتي، سنان الأمي، وتخرج في الإرشاد.
توفي فجر يوم الأربعاء سنة 1694م في جزيرة ليمنوس، حيث نفاه السلطان العثماني، ودُفن في قبره في نفس الجزيرة. له أكثر من عشرة مجلدات من الأعمال باللغتين التركية والعربية، شعرًا ونثرًا.

## التعليم
لقد تبنى نيازي المصري آراء الصوفي الشهير ابن عربي مؤسس مدرسة وحدة الوجود الصوفية [الإنجليزية] ولكنه لم يكتب عملًا منهجيًّا حول هذا الموضوع. ومع ذلك، فقد تناول هذا الرأي بعمق في نثره وقصائده. وبحسب قوله فإن كل شيء في الكون هو انعكاس لصفات الله. أثار نيازي مصري ردود فعل من جانب العلماء وبعض الشخصيات من الدوائر الصوفية بسبب بعض آرائه. ومن الآراء التي تعرضت للنقد، الرأي القائل بأن النبوة استمرت بعد النبي محمد. ويعتبر مصري أن حفيدي النبي محمد: الحسن والحسين نبيين.

## القصائد
وكان نيازي مصري أيضًا شاعرًا مهمًا، حيث ألَّف قصائده وغناءها على شكل ترانيم في الدوائر الصوفية. مثل يونس إمري، كان نيازي مصري قادرًا على التعبير عن رؤى صوفية دقيقة باستخدام لغة بسيطة للغاية.

## الأعمال

### بالتركية
- ديوان
- تحفة العشق
- السليمانية كوت. رشيد اف. 1218 رقمًا قياسيًا.
- مجمع الكلمات المقدسة
- رسائل في التصوف
- رسائل عالمية
- تعبيرات الوقت
- رسائل عالمية
- رسائل الأصيل والتصوف
- رسائل العشرة سات
- تابيرنام
- رسائل الحسنين
- الرسائل الخضرية
- رسائل أرشية
- اسمي
- رسائل العيد
- رسالة النقط
- العقيدة المصرية
- رسالة في عصر صوفيا
- إتوار سبع
- شرح أسماء الله حسنى
- تعليق على خطاب يونس إمري

### بالعربية
- مائدة العرفان
- ديفره أرشيا
- تسبي كاسيدي بوري
- تفسير فاتحة الكتاب
- ميكاليس

## طالع أيضًا
- الفرقة الناجية

## قراءة إضافية
- هيث دبليو لوري، الآثار التاريخية لوجود نيازي مصري في جزيرة لمنوس/نيازي مصرين ليمني Adasında Bulunan Tarihi İzleri (طبعة ثنائية اللغة)، trns. كيفانش تانرير، إسطنبول: مطبعة جامعة بوغازيتشي، 2011.(ردمك 978-605-5461-03-4)رقم ISBN 978-605-5461-03-4
- بول بلنفات، "نيازي مصري: مصر، محطة غامضة من أجل صوفية تركية في القرن السابع عشر"، في الصوفية في العصر العثماني، دفاتر الحوليات الإسلامية 29 (القاهرة، 2010)، ص 252-253.
- مصطفى أشكان، نيازي مصري وتاسافوف أنلايشي، [نيازي مصري ومنظوره الصوفي] أنقرة: Kültür Bakanlığı، 1998.(ردمك 975-17-1950-X)رقم ISBN 975-17-1950-X
- نيازي مصري، نيازي مصري: حياة وقصائد، ترجمة. بول سميث، مقدمة لسلسلة شعراء الصوفية، غلاف ورقي، ٢٠٢٠(ردمك 979-8636736141)
- نيازي مصري، بيش ريسالي (خمس رسائل)، أوغوزهان دونميز (محرر)، BuyuyenAy Yayinlari، 2022(ردمك 9786257608794)
- كنان أردوغان: نيازي مصري: حياة، إديب كيسيليجي، إسرليري ديفاني [نيازي مصري: حياته وشخصيته الأدبية وأعماله وديوانه] أنقرة (Akçağ Basım Yayım Pazarlama, A.Ş.)، 1998.(ردمك 9789753382311)رقم ISBN 9789753382311
- ديرين تيرزيوغلو: سوي والمنشق في الإمبراطورية العثمانية: نيازي مصري (1618-1694). جامعة هارفارد (أطروحة دكتوراه غير منشورة)، 1999.
- مصطفى كارا: "شمس الدين مصرين ليمني Yolculukları"، في بورصة Araştırmaları، رقم 29. بورصة، 2010. ص 12-17.
- مصطفى تاتجي: Limni'de Sürgün Bir Velî: Niyâzî Mısrî'nin Hâtiraları، [قديس منفي في ليمنوس: مذكرات نيازي مصري]، إسطنبول (H Yayınları)، مارس 2010.(ردمك 9786059559171)رقم ISBN 9786059559171
- مصطفى كارا ويوسف كاباكجي (مجمعون ومحررون): نيازي مصري إزيندي بير عمر سيهات، [سفر مدى الحياة على خطى نيازي مصري]، إسطنبول (ديرغاه)، نوفمبر 2010.(ردمك 6257005876)
- ستيفن هيرتنستين - من ابن عربي إلى نيازي المصري

## روابط خارجية
- أصبح قلبي عندليبا (كان يين بلبل أولدو) تأليف محمد نيازي المصري
- بريتانيكا - نيازي مصري